# Kansspelautoriteit
Kansspelautoriteit або KSA — управління азартними іграми Нідерландів. Управління відповідає за регулювання ринку азартних ігор Нідерландів та захист прав гравців. Також бере участь у міжнародній співпраці з іншими ігровими органами.

## Склад
Орган складається з таких відділів:
- Департамент комунікацій, міжнародних відносин та управління
- Відділ примусового виконання
- Факультет управління
- Департамент правових питань та розвитку
- Відділ нагляду за операторами
- Департамент нагляду та споживачів

Ksa має такі завдання:
- захист та інформування споживачів;
- попередження незаконної та злочинної практики;
- попередження ігрової залежності.

Міністр юстиції та безпеки несе відповідальність за політику азартних ігор в Нідерландах.

## Історія
Управління азартними іграми було створено 1 квітня 2012 року, це незалежний нідерландський адміністративний орган, що має власну юридичну особу. Завданнями KSA є регулювання переліку дозволених азартних ігор, надання ліцензій, нагляд за власниками ліцензій, боротьба з незаконними азартними іграми та захист споживачів від ігрової залежності. Як незалежний регулятор, управління слідкує за безпекою та легальністю азартних ігор в Нідерландах, бореться з незаконними формами ігор, захищає споживачів від оманливої реклами тощо.
Попередником KSA була Наглядова рада азартних ігор, також незалежний державний орган, який наглядав за азартними іграми. Його було засновано 1 січня 1996 року та замінений KSA 1 квітня 2012-го.
Рада нагляду за азартними іграми контролювала дотримання Закону про азартні ігри власниками ліцензій (Голландська державна лотерея, лотерея BankGiro, Національна поштова лотерея, De Lotto, Autotote Nederland та Holland Casino). Крім того, рала консультувала міністерства щодо надання дозволів, внесення змін та анулювання ліцензій на азартні ігри. Рада була також незалежним адміністративним органом.
Нідерланди мають чітко регульований офлайн ринок азартних ігор, який складається з:
- монополії казино (14 закладів, управляється Holland Casino),
- державної лотереї,
- благодійних лотерей[3],
- монополії на лото та спортивні ставки,
- монополії на перегони,
- приватних операторів 42.000 ігрових автоматів у барах та ресторанах.

Азартні ігри в інтернеті станом на грудень 2020 року заборонені. Загальний оборот легального сектору азартних ігор становить понад 2 млрд євро. Майже 500 млн євро перераховується на благодійні цілі, така ж сума надходить до Казначейства Нідерландів. В листопаді 2020 року KSA почала співпрацю з Facebook з метою боротьби проти незаконних онлайн-лотерей. Згідно з розслідуванням KSA, організація цієї лотереї проводиться саме через соцмережі.
2021 року Управління почало розробку серії заходів проти відеогри FIFA, створеної Electronic Arts. За даними уряду, в грі було виявлено елементи азартних ігор. Гравці у FIFA мають можливість купувати пакети карток із гравцями «Ultimate Team». При покупці, покупець не знає, якого гравця він отримає. Далі ці картки можна продавати в торговельних точках. З чого було зроблено висново, що вміст карт можна конвертувати в гроші, а це підпадає під визначення азартних ігор. Управління направило розробнику вимогу прибрати виявлені елементи, чого EA не зробив. 20202 року ця гра була серед лідерів за продажами в Європі.
В січні 2021 року управління наклало штраф на сайт компанії Virtual Coin Gaming NV з ліцензією Кюрасао за роботу на ринку Нідерландів без дозволу країни. На сайтах компанія пропонувала азартні ігри, пов'язані з відеоіграми FIFA EA Sports, які згідно із затвердженим 2019 року законодавством, є незаконними. Ці сайти також пропонували ставки на реальні події і кіберспорт. Як валюту було використовано FUT Coin.